# Томас Герріот
Томас Герріот (англ. Thomas Harriot; 1560, Оксфорд — 2 липня 1621) — англійський астроном, математик, етнограф і перекладач. Удосконалив алгебраїчну символіку, в тому числі ввів загальноприйняті значки для операцій порівняння: «>» (більше) і «<» (менше). Мало друкувався, тому багато з його наукових робіт довгий час були недоступними.
У грудні 1577 вступив до Оксфордського університету. Після закінчення університету дістав заступництво лорда Волтера Релі, фаворита королеви Єлизавети.
У 1585—1586 роках в складі експедиції, організованої Релі, побував у Новому Світі, де відвідав, зокрема, колонію Роанок та інші місця сучасної Північної Кароліни та Вірджинії. У ході подорожі вивчив основи мови племені алгонкінів. Результатом подорожі послужив трактат «Короткий і достовірний опис земель Вірджинії», який був опублікований у 1588 році та містив опис корінних жителів Америки і докладні карти Північної Кароліни. Експедиція підготувала початок масової британської колонізації Північної Америки, яка почалася в 1607 році.
Вважається тією людиною, яка привезла у Велику Британію та Ірландію картоплю.
В 1592 році Релі потрапив у немилість і був заарештований, тому Герріот змінив покровителя на Генрі Персі, 9-го графа Нортумберлендського, любителя науки, який надав будинок, лабораторію та кошти на наукові дослідження.

## Астрономічні дослідження
Будучи астрономом, Герріот першим використовував телескоп для наукових досліджень за небесними тілами. 5 серпня 1609 року (29 липня 1609 року за юліанським календарем) він створив перші рисунки поверхні Місяця і дослідив чотири найяскравіші супутники Юпітера, чим випередив Галілео Галілея на декілька місяців. Герріот залишався відносно невідомим, оскільки не публікував свої астрономічні рисунки. Критики, такі як Террі Блум, звинувачували Герріота у плагіаті зображень безпосередньо з робіт Галілео Галілея і стверджували, що зображення Місяця Герріотом були недостатньо точними і вимагали суттєвих доробок. Однак, обидві роботи були визнані цінними, оскільки вчені зосередилися на різних спостереженнях. Галілей описував розташування топографічним способом, у той час як Герріот застосовував картографічні концепції для ілюстрацій своїх уявлень про Місяць. Герріот використовував шестикратний голландський телескоп для своїх спостережень. Його описи були дуже прості та з мінімальною кількістю деталей, саме тому його роботи було важко досліджувати більш пізнім вченим.
Герріот, вірогідніше за все, першим виявив сонячні плями. Це результат бібліографічного відкриття, зробленого німецьким астрономом Францем Ксавером фон Захом. У 1786 році він знайшов рукописи Томаса Герріота. Вони містять 199 точкових рисунків, перші з яких були зроблені 3 грудня — 13 грудня 1610 року. Але ці рисунки не були опубліковані Герріотом, тому Іоган Фабрициус  став першим, під чиїм авторством світ побачив трактат про існування Сонячних плям. Проте, часто вважають Галілео Галілея першовідкривачем сонячних плям, оскільки його досліди були дуже розповсюдженні.